# Несуса
Несуса (кор. 内需司, 내수사, «Управління палацових потреб») — установа при дворі чосонського вана, що відповідала за збереження приватного майна вана і його родини.
Початково завідувала зерновими, тканинами, речами першої необхідності та рабами, які використовувалися для палацових потреб.